# 4K44 Redut
II 4K44 Redut (in cirillico: 4К44 Редут, nome in codice NATO: SSC-1 Sepal) è un sistema missilistico da difesa costiera di fabbricazione sovietica, pensato per neutralizzare navi di superficie di vario tonnellaggio. Sviluppato dall'OKB-52 sulla base del missile anti-nave P-5/P-35 (nome in codice NATO: SS-N-3 Shaddock/SSC-1b Sepal) è entrato in servizio nei ranghi delle forze armate sovietiche nel 1966.
Prodotto ininterrottamente fino al 1983, al 2016 il Redut è ancora in servizio, seppur in numero limitato, nella Marina russa.

## Caratteristiche
Il sistema Redut è equipaggiato con una evoluzione del missile anti-nave P-5/P-35, con peso al lancio di 4.400 kg. Le versioni iniziali, che utilizzavano il missile P-5S usato sui sottomarini, ricevettero la designazione SS-C-1a Shaddock mentre la versione più comune, equipaggiato con il missile P-35 utilizzato anche dalle unità di superficie, venne rinominato SSC-1b Sepal.
Il complesso poteva ricevere le coordinate dei bersagli designati da unità aeree quali: Tu-95, Tu-16 ed elicotteri Ka-25T.

## Composizione
Un sistema 4K44B Redut è generalmente costituito da:
- 4 lanciatori semoventi SPU-35B
- 4 veicoli da trasporto e carico TZM
- 1 radar trainato a lungo raggio
- 1 radar di controllo Skala 4P45
- 1 unità di controllo e supporto

## Varianti

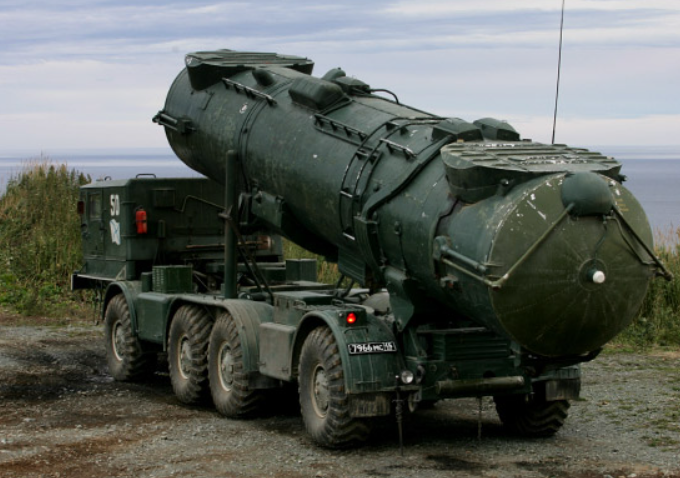
Un Redut in appartenente alla Flotta del Mar Nero in posizione di lancio

- SPU-35B: 1ª generazione del lanciatore del 4K44 Redut, armato con un missile P-5S;
- SPU-35V: 2ª generazione del lanciatore del 4K44 Redut, armato con un missile P-35;
- Utes: sistema missilistico fortificato dotato di lanciatori fissi, basato sul 4K44 Redut, costruito in due esemplari: uno posizionato a Sebastopoli in servizio dal 1973, ed un secondo nella penisola di Kola, operativo dal 1976.

## Operatori

### Presenti
Russiaesemplari limitati, 2017
 Angolaesemplari limitati, 2017
 Siriaesemplari limitati, 2017
 Vietnamesemplari limitati, 2017

### Passati
Unione Sovietica
circa 400 esemplari